# Catasticta frontina
Catasticta frontina är en fjärilsart som beskrevs av Brown och Gabriel 1939. Catasticta frontina ingår i släktet Catasticta och familjen vitfjärilar. Inga underarter finns listade i Catalogue of Life.